# Sphenella atra
Sphenella atra är en tvåvingeart som beskrevs av Munro 1957. Sphenella atra ingår i släktet Sphenella och familjen borrflugor. Inga underarter finns listade i Catalogue of Life.